# Harald Christensen (zapaśnik)
Jens Harald Christensen (później Howard, (ur. 4 stycznia 1884 w Kopenhadze, zm. 8 sierpnia 1959 w Iowa City) – duński zapaśnik walczący w stylu klasycznym. Dwukrotny olimpijczyk. Zajął szóste miejsce w Sztokholmie 1912 i siedemnaste w Londynie 1908. Walczył w wadze półciężkiej.
Złoty medalista mistrzostw świata w 1907 i 1911; srebrny w 1911; brązowy w 1908 i 1910. Zdobył pięć medali na mistrzostwach Europy w latach 1907 - 1913. Mistrz Danii w latach 1907-1914.

## Letnie Igrzyska Olimpijskie 1908
| Konkurencja          | Rundy eliminacyjne    | Klas. końcowa |
| Konkurencja          | 1/16                  | Miejsce       |
| -------------------- | --------------------- | ------------- |
| 93 kg styl klasyczny | Fritz Larsson (SWE) P | 17.           |

## Letnie Igrzyska Olimpijskie 1912
| Konkurencja            | Rundy eliminacyjne    | Rundy eliminacyjne     | Rundy eliminacyjne | Rundy eliminacyjne | Rundy eliminacyjne   | Klas. końcowa |
| Konkurencja            | Przeciwnik I          | Przeciwnik II          | Przeciwnik III     | Przeciwnik IV      | Przeciwnik V         | Miejsce       |
| ---------------------- | --------------------- | ---------------------- | ------------------ | ------------------ | -------------------- | ------------- |
| 82,5 kg styl klasyczny | Ernst Nilsson (SWE) Z | Anders Ahlgren (SWE) P | Karl Barl (AUT) Z  | Wolny los Z        | Ivar Böhling (FIN) P | 6.            |